# Provedor de Justiça Europeu
A função de Provedor de Justiça Europeu foi instituída pelo Tratado da União Europeia de Maastricht (Países Baixos) em 1992 (Art. 195). O Provedor de Justiça (sede em Estrasburgo, França) ajuda os cidadãos que emfrentem problemas com e a administração da União Europeia. Tem competências para receber e investigar queixas apresentadas por qualquer cidadão, empresa ou instituição da União Europeia ou qualquer pessoa singular ou coletiva que resida ou tenha a sua sede estatutária num país da União Europeia.
As queixas podem ser apresentadas por carta simples ou por um formulário de queixa eletrónico em qualquer das 23 línguas oficiais da União Europeia. Desde 1 de janeiro de 2000 até 31 de dezembro de 2003, o Provedor de Justiça recebeu 8549 queixas das quais cerca de 30% inseriam-se na esfera do mandato do órgão. Na sua maior parte, as queixas dizem respeito a casos de má administração por parte da Comissão Europeia e a falta de transparência. Os países de onde provém a maior parte das queixas são a Alemanha, a Espanha, a França e a Itália.
O Provedor de Justiça é eleito pelo Parlamento Europeu por um período renovável de cinco anos, que corresponde a uma legislatura do Parlamento Europeu. Em 1995, o finlandês Jacob Söderman foi eleito o primeiro Provedor de Justiça Europeu atuando até 2003. Nikiforos Diamandouros, anterior Provedor de Justiça da Grécia, assumiu o cargo em 1 de Abril de 2003 e foi reeleito em Janeiro de 2005 para um mandato de cinco anos. Em 3 de julho de 2013, o Parlamento Europeu elegeu a irlandesa Emily O'Reilly (anterior Provedora de Justiça e Comissária para a Informação da Irlanda) como Provedora de Justiça Europeia.O'Reilly foi reeleita para um mandato de cinco anos em dezembro de 2014 e, novamente, em dezembro de 2019 para um novo mandato de cinco anos. Teresa Anjinho foi eleita Provedora de Justiça Europeia em 17 de dezembro 2024 com 344 votos a favor. Anjinho assumirá funções a 27 de fevereiro de 2025.

## Provedores de Justiça
1. (1995-2003) - Jacob Söderman, Finlândia
2. (2003-2013) - P. Nikiforos Diamandouros, Grécia
3. (2013 - 2025) - Emily O'Reilly, Irlanda
4. (2025- ) - Teresa Anjinho, Portugal